# Am Kütertor (Stralsund)
Die Straße Am Kütertor ist eine Stadtstraße im Stralsunder Stadtgebiet Altstadt. Die Straße verbindet die Heilgeiststraße, Mühlenstraße und Bielkenhagen beim Kütertor mit dem Knieperwall. Sie ist eine der kürzesten Straßen in Stralsund und gehört zum Kerngebiet des UNESCO-Welterbes Historische Altstädte Stralsund und Wismar.

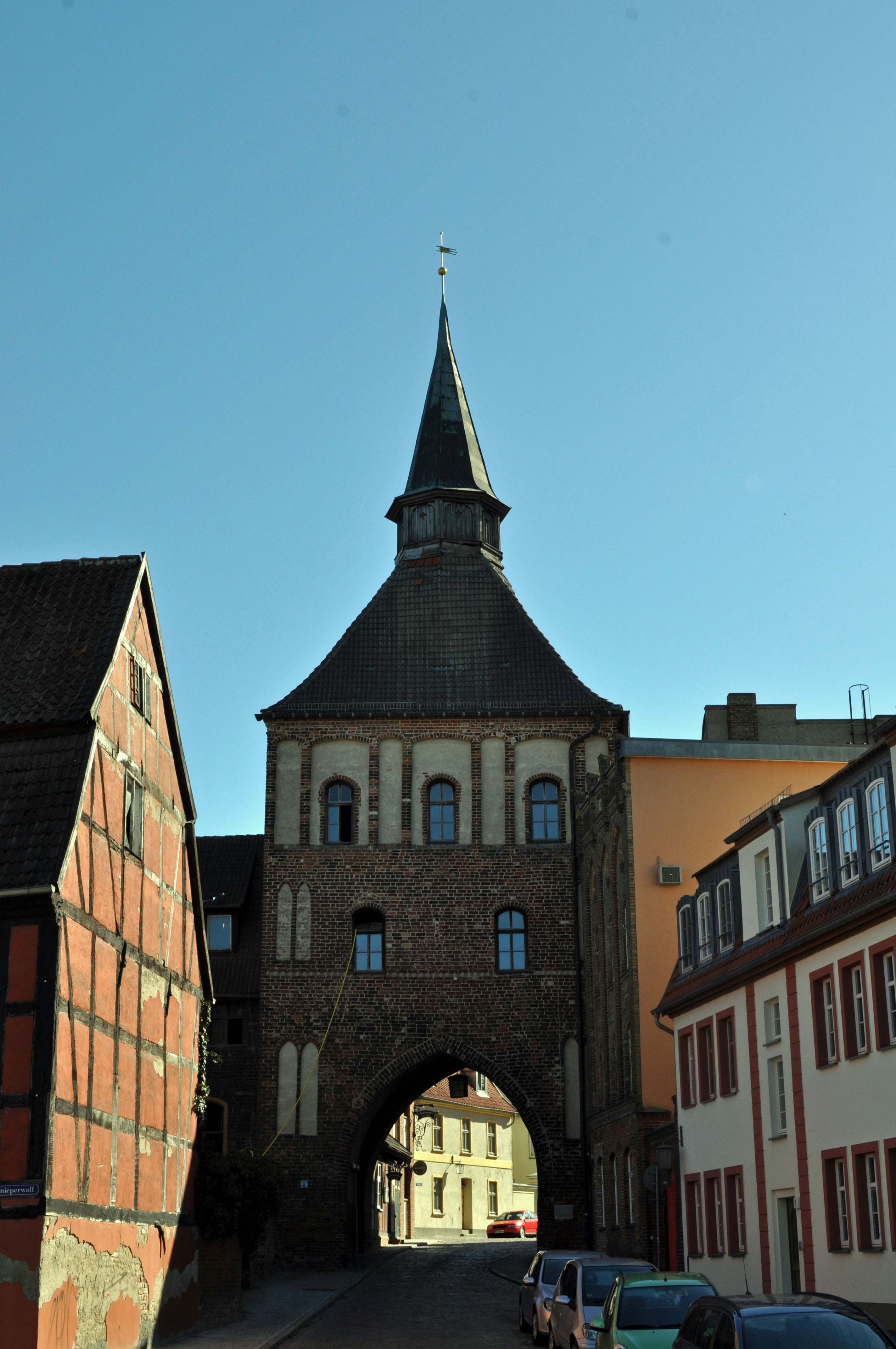
Die Straße Am Kütertor in Stralsund (2011)

Die Küter genannten Fleischer gaben dem Tor und der Straße den Namen. Die so genannte Wasserkunst wurde hier errichtet; sie diente der Versorgung der Stadt mit Wasser.
Drei der Gebäude stehen unter Denkmalschutz (siehe auch Liste der Baudenkmale in Stralsund): die Häuser Am Kütertor 1, Am Kütertor 2/3 und Am Kütertor 4.
Die Straße ist als Einbahnstraße ausgewiesen.